# Tablada Nueva
Tablada Nueva es un barrio de la ciudad de Asunción, capital de la República del Paraguay.

## Historia
El barrio Tablada Nueva fue constituyéndose en torno al Centro de Faenamiento de Reces del Ejército, que se remonta al año 1922. 
Alrededor del año 1942 se instaló el Centro de Faenamiento de Reces de Asunción (COPACAR), que fue monopolio del Estado. Los trabajadores de estos centros, provenientes en su mayoría del interior del país se asentaron en esta zona.

## Características
En el barrio se puede diferenciar una zona alta y otra baja, esta última es afectada por las frecuentes inundaciones del Río Paraguay. El uso de suelo es predominantemente habitacional y secundariamente comercial.

## Geografía
Situado en la ciudad de Asunción, capital del Paraguay, en el Departamento Central de la Región Oriental, dentro de la bahía del Río Paraguay, ciudad cosmopolita, donde confluyen personas de distintas regiones del país y extranjeros que la habitan, ya arraigados en ella.

## Hidrografía
Atraviesa el barrio Tablada Nueva el arroyo Mburicaó.

## Clima
El barrio Tablada Nueva presenta un clima subtropical, la temperatura media es de 28 °C en el verano y 17 °C en el invierno. Vientos predominantes del norte y sur. El promedio anual de precipitaciones es de 1700 mm.

## Límites
El barrio Tablada Nueva tiene como limitantes al Río Paraguay, arroyo Mburicaó, la Avda. Artigas y la calle Teniente Claudio Prieto.
- Al norte limita con el Río Paraguay
- Al sur limita con el barrio Virgen de la Asunción
- Al este limita con el barrio Virgen de Fátima
- Al oeste limita con el barrio San Miguel

## Superficie
Su superficie total es de 1,35 km².

## Gentilicio
Tabladense

## Vías y Medios de Comunicación
Sus principales vías de comunicación son la avenida Artigas (asfaltada) y la calle India (sin pavimento), lo que dificulta el tránsito en los días de lluvias.
Operan seis canales de televisión abiertos y varias empresas que emiten señales por cable. Se conectan con veinte emisoras de radio que transmiten en frecuencias AM y FM. Cuenta con los servicios telefónicos de Copaco y los de telefonía celular, además cuenta con varios otros medios de comunicación y a todos los lugares llegan los diarios capitalinos

## Transporte
Los medios de transporte que circulan por el barrio son las líneas 34, 6.

## Población
Este barrio cuenta con una población total de 4.520 habitantes aproximadamente, de los cuales el 50% son hombres y 50% son mujeres.
La densidad poblacional es de 3.348 hab./km²

## Demografía
El barrio Tablada Nueva posee 920 viviendas aproximadamente, en su mayoría de tipo estándar, aunque también existe un buen porcentaje de tipo precaria. 
- El porcentaje de cobertura de servicios es el siguiente:
- El 97 % de las viviendas poseen energía eléctrica.
- El 95 % de las viviendas poseen agua corriente.
- El 40 % de las viviendas poseen el servicio de recogida de basura.
- El 20 % de las viviendas poseen red telefónica.
- En la zona baja no hay servicios de desagüe, recolección de basura domiciliaria ni teléfono.

En materia sanitaria el barrio cuenta con un centro de salud, un puesto de salud y un dispensario médico, que brindan servicios de internación, consultas de clínica en general, ginecoobstetrica, pediatría, neumología, atención de primeros auxilios y proporción de medicamentos para familias de escasos recursos.
En los ámbitos educativos existen dos instituciones públicas 
El estrato social predominante es el medio – bajo, aunque existe un porcentaje considerable de pobladores pertenecientes a la clase baja. Los habitantes del barrio trabajan en su mayoría en las industrias de la zona, otros son trabajadores informales, pescadores y pequeños comerciantes.

## Principales problemas del barrio
- Ocupación en propiedades particulares
- La zona baja del barrio es alcanzada por las inundaciones del Río Paraguay evacuando a aproximadamente 770 familias, cuando llega a su nivel máximo.
- Desempleo
- Mendicidad infantil, niños trabajadores de la calle
- Nuevos asentamientos de familias provenientes del interior del país
- Alta contaminación del suelo, aire y agua debido a la existencia de fábricas de aluminio, harina de hueso, graserías y curtiembres.
- Malos olores en la zona baja.
- Contaminación del Mburicao, como causa de los desperdicios que las industrias y los habitantes del barrio y alrededores tiran al cauce del arroyo.

## Instituciones y Organizaciones existentes
Organizaciones vecinales
Existen cuatro comisiones vecinales 
- San Vicente de Paul
- Las Mercedes
- 15 de septiembre
- Centro Cívico Tabladense

Sus objetivos son el mejoramiento físico – urbanístico del barrio,evitar la mendicidad y la contaminación tanto del suelo como del ambiente.
Otros
- Sindicato de I.C.I.E.R.S.A.
- Asociación del Centro Ovetense
- Asociación de Pescadores de Blanco Cue.
- Centro Cívico Tabladense

## Instituciones No Gubernamentales
Religiosas
- Católicas
- Parroquia Sagrada Familia
- Dispensario Médico "San Vicente de Paúl"
- Hogar "San Vicente de Paúl"
- Hogar "Juan Pablo II"]

Evangélica
- Metodista Libre Emanuel

Otros
- Club Humaitá
- Club 15 de mayo
- Telecentro Comunitario Blanco Cue.

## Instituciones gubernamentales
Policiales
- Comisaría N.º 20

Sanitarias
- Cobertura del centro de salud N.º 4
- Puesto de salud San Juan Bautista
- Puesto Ssanitario de Instituto de Previsión Social.

Educativas
- Colegio privado Sagrada Familia
- Escuela San Vicente de Paúl.
- Escuela Privada Subvencionada "Santa Catalina Laboure".